# Kepler-245b
Kepler-245b es un planeta extrasolar que forma parte de un sistema planetario formado por al menos cuatro planetas. Orbita la estrella denominada Kepler-245. Fue descubierto en el año 2014 por la sonda Kepler por medio de tránsito astronómico.